# Eparchie kryvorižská
Eparchie Kryvyj Rih je eparchie ukrajinské pravoslavné církve Moskevského patriarchátu.

## Území a titul biskupa
Zahrnuje správní hranice území Apostolovského, Kryvorižského, Nikopolského, Pjatychatského, Sofijivského, Tomakivského a Šyrockého rajónu Dnipropetrovské oblasti.
Eparchiálnímu biskupovi náleží titul biskup kryvorižský a nikopolský.

## Historie
Roku 1928 vznikl Kryvorižský vikariát dnipropetrovské eparchie.
Eparchie byla zřízena Svatým synodem Ukrajinské pravoslavné církve dne 27. července 1996 z části území dnipropetrovské eparchie.
Dne 23. prosince 2010 byla z části území eparchie zřízena eparchie kamjanská.

## Seznam biskupů

### Kryvorižský vikariát dnipropetrovské eparchie
- 1928–1930 Porfyrij (Hulevyč) svatořečený mučedník

### Eparchie kryvorižská
- - 1996–1996 Irynej (Serednij) dočasný správce
- od 1996 Jefrem (Kycaj)